# Tetragnatha americana
Tetragnatha americana är en spindelart som beskrevs av Simon 1905. Tetragnatha americana ingår i släktet sträckkäkspindlar, och familjen käkspindlar. Inga underarter finns listade i Catalogue of Life.